# Karl Adolf Baumbach
Karl (Karol) Adolf Baumbach (ur. 9 lutego 1844 w Meiningen, zm. 21 stycznia 1896 w Gdańsku) – polityk niemiecki, nadburmistrz Gdańska.

## Życiorys
Studiował na uniwersytetach w Jenie, Lipsku, Heidelbergu i Berlinie. Doktor prawa. Poseł do Reichstagu z ramienia niemieckiej partii narodowo-liberalnej (Nationalliberale Partei). W latach 1890–1893 pełnił funkcję wiceprezydenta parlamentu niemieckiego. Członek pruskiej Izby Panów.
18 października 1890 został nadburmistrzem Gdańska. Stanowisko to pełnił po zatwierdzeniu przez władze państwowe od 8 stycznia 1891 aż do śmierci. Największymi inwestycjami w mieście w czasie jego rządów są: Hala Targowa przy placu Dominikańskim oraz wielka Rzeźnia Miejska. Za jego kadencji rozpoczęto również budowę neorenesansowego budynku Dworca Głównego oraz zelektryfikowano tramwaje. Wspierał mocno przemysł okrętowy popierając powstającą w Gdańsku Stocznię Schichaua.